# Algemene beschouwingen
Algemene beschouwingen zijn, in de Nederlandse politiek, vergaderingen van een politiek orgaan als de Tweede Kamer of een gemeenteraad die worden gehouden om te discussiëren over de plannen die de regering (of het college van burgemeester en wethouders) voor de komende periode hebben gepresenteerd.
Algemene beschouwingen vinden gewoonlijk elk jaar plaats om de plannen voor het komende jaar te bespreken. Het verschil met gewone vergaderingen is dat bij de algemene beschouwingen niet wordt gepraat over de voorstellen die op dat moment actueel zijn, maar over het totale beleid. 

## Algemene beschouwingen van de Tweede Kamer
Het bekendst zijn de algemene politieke beschouwingen die na Prinsjesdag, meestal op de woensdag en donderdag, in de Tweede Kamer worden gehouden. Samen met Prinsjesdag worden de algemene politieke beschouwingen gezien als de drie belangrijkste dagen in het parlementaire jaar. In deze algemene beschouwingen wordt de troonrede besproken, maar er wordt ook op de Rijksbegroting gereageerd, die officieel pas later (in de begrotingsbesprekingen) aan de orde komt. De algemene beschouwingen hebben een vast verloop: 
1. Eerst komen alle fractievoorzitters van de Tweede Kamerfracties aan het woord.
2. Vervolgens kan de minister-president hierop reageren.
3. Dan krijgen de fractievoorzitters opnieuw het woord. Vaak worden moties ingediend, bijvoorbeeld een voorstel om ergens extra geld aan te besteden.
4. Ten slotte kan de minister-president daarop reageren, door bijvoorbeeld aan te geven hoe het kabinet tegenover de voorgestelde moties staat.

De spreektijd en de volgorde waarin de fractievoorzitters aan het woord komen is ook precies bepaald: eerst de grootste oppositiepartij, dan de grootste coalitiepartij, dan de op een na grootste oppositiepartij, enzovoorts. Dat is de zogenaamde "begrotingsvolgorde", die ook bij de begrotingsbehandelingen wordt gehanteerd. 
Als een fractievoorzitter of de minister-president aan het woord is, kunnen andere fractievoorzitters interrumperen; dat wil zeggen de spreker onderbreken met een vraag of opmerking. Iedere fractievoorzitter mag per spreker maximaal drie keer interrumperen. De voorzitter van de Tweede Kamer zorgt ervoor dat die interrupties niet uit de hand lopen. 
De algemene beschouwingen krijgen in de regel veel media-aandacht en worden rechtstreeks op tv uitgezonden. 
In 1980 en 2004 werden de algemene beschouwingen enige tijd uitgesteld wegens ziekte van de minister-president (respectievelijk Van Agt en Balkenende). In 2004 werd vervolgens besloten de minister-president te laten vervangen door de vicepremier. In 2010, 2012 en 2017, werden de algemene beschouwingen in hun geheel afgelast omdat op dat moment een kabinetsformatie gaande was. Er werd in deze gevallen besloten de algemene beschouwingen samen te voegen met de Regeringsverklaring van het nieuwe kabinet.